# フェルナンド・ルイス
フェルナンド・ルイス（Fernand Lewis、1993年1月31日 - ）は、オランダ・北ホラント州ハールレム出身のサッカー選手。トップクラッセ・オーストザーンセFC所属。ポジションはディフェンダー。

## 経歴
2008年、15歳の時、今まで所属していたアヤックス・アムステルダムの下部組織から今後の成長には期待できないと言われ、契約解除された。それと同時に、地元のクラブであるHFCハールレムの下部組織に入団した。
1年後の2009年に、AZアルクマールの下部組織に加入した。2011年10月20日、UEFAヨーロッパリーグのグループステージFKアウストリア・ウィーン戦で、後半69分、ロイ・ベーレンスの負傷によりピッチに入りトップチーム初出場を飾った。なお、この試合で相手選手のオウンゴールを誘発するアシストを決めている。
2014年8月8日、出場機会を求め、当時オランダ2部のゴー・アヘッド・イーグルスに翌年1月までの期限付き移籍をした。復帰後の1月24日に、再度シーズン終了までFCドルトレヒトにレンタルされた。
2017年5月9日、AZとの契約満了で国内のヴィレムIIへと移籍した。